# Samut Songkhram (provincie)
Samut Songkhram is een Thaise provincie in het centrale gedeelte van Thailand. In december 2002 had de provincie 205.135 inwoners, het is daarmee de 75e provincie qua bevolking in Thailand. De oppervlakte bedraagt 416,7 km², daarmee is het de 76e provincie qua omvang in Thailand. De provincie ligt op ongeveer 72 kilometer van Bangkok. Samut Songkhram grenst aan de provincies: Ratchaburi, Samut Sakhon en Phetchaburi. Samut Songkhram heeft een kustlijn van ongeveer 21,2 km.

## Provinciale symbolen
|  | Op het provinciale zegel van Samut Songkhram is een ton te zien die drijft op een rivier. Het Thais voor "ton" is "klong", dit verwijst dus naar de rivier de Mae Klong en naar de oude naam van de provincie, eveneens Mae Klong. Op de oever zijn kokosbomen te zien, symbool voor een belangrijk product van de provincie. De provinciale boom is Casuarina equisetifolia. |

## Politiek

### Bestuurlijke indeling
De provincie is onderverdeeld in 3 districten (Amphoe), die weer zijn ingedeeld in 38 gemeenten (tambon) en 284 dorpen.
| Amphoe 1. Mueang Samut Songkhram 2. Bang Khonthi 3. Amphawa |